# День нерпёнка
День нерпёнка — региональный детский и молодёжный экологический праздник, отмечаемый 25 мая в Сибири, главным образом в Иркутской области и Бурятии. Праздник проходит под лозунгом «Мы не шкуры, а дети».

## История праздника
Первый день нерпёнка, организованный по инициативе волонтёров и экологов, прошёл 25 мая 2003 года в Иркутске как комплекс мероприятий для детей и молодёжи, включая конкурс рисунков, экологический марш, просмотр фильма, дискотеку и церемонию награждения победителей. Целью мероприятия было привлечение внимания общественности к проблемам нерпы — байкальского тюленя, таким как браконьерство, направленное прежде всего на детёнышей нерпы (бельков), откуда и название, а также загрязнение среды обитания пресноводного тюленя — озера Байкал.
Сокращение популяции нерпы связано со многими факторами: поедание детёнышей естественными хищниками, ранняя и тёплая весна, деформирующая их снежные норы, браконьеры, убивающие бельков ради меха, и загрязнение Байкала. День нерпёнка призван обратить внимание на эти проблемы и воспитать в детях бережное отношение не только к этим животным, но и ко всей природе.
Этот день был включен в календарь экологических дат не только в Иркутской области, но и во всей России.

## Девиз праздника
«Этот день мы объявляем
Днём защиты всех нерпят,
Снова людям повторяем,
Что нерпята жить хотят»

## Праздничные мероприятия
Изначально День нерпёнка был региональным праздником, но позже его внесли в календарь экологических дат других областей. Его цель — защитить маму-нерпу и её двухнедельных малышей от браконьеров, обратить внимание на проблемы экологии и воспитать в детях бережное отношение не только к этим животным, но и ко всей природе. Основными участниками экологического мероприятия остаются дети. Под девизами «Я хочу жить!», «Защити меня», «Живая нерпа лучше шапки», «Они не шкуры, а дети» проходят тематические уроки, конкурсы, выставки рисунков и поделок.

## Байкальская нерпа
Детёнышей нерпы рождают в специально подготовленном снежном логове, обычно одного, редко двух, в феврале-марте. Вес новорождённого — до 4 кг. Шкурка детёныша белого цвета. Отсюда его название — белёк. Около 4-6 недель нерпёнок проводит исключительно внутри логова, питаясь молоком матери. В первый период, пока детёныш кормится молоком матери, в воду не ныряет. К тому времени как логово разрушится, он успевает практически полностью полинять. Мать проявляет заботу о малыше, отлучаясь лишь на время охоты. В присутствии матери температура внутри логова достигает +5 °C, в то время как снаружи стоят морозы −15…−20 °C.
Период лактации заканчивается через 2-2,5 месяца. Иногда лактация длится 3-3,5 месяца — наблюдается зависимость от состояния ледового покрова. С переходом на самостоятельное питание рыбой нерпята линяют, мех постепенно изменяет цвет на серебристо-серый у 2-3-месячных, а затем и на буро-коричневый — у более старших и взрослых особей.